# Didier Hoyer
Didier Hoyer (Boulogne-sur-Mer, 3 de febrero de 1961) es un deportista francés que compitió en piragüismo en la modalidad de aguas tranquilas.
Participó en tres Juegos Olímpicos de Verano entre los años 1984 y 1992, obteniendo dos medallas de bronce, una en la edición de Los Ángeles 1984 y una en la edición de Barcelona 1992. Ganó cinco medallas en el Campeonato Mundial de Piragüismo entre los años 1986 y 1991.

## Palmarés internacional
| Juegos Olímpicos   | Juegos Olímpicos             | Juegos Olímpicos  | Juegos Olímpicos |
| Año                | Lugar                        | Medalla           | Evento           |
| ------------------ | ---------------------------- | ----------------- | ---------------- |
| 1984               | Los Ángeles (Estados Unidos) | Medalla de bronce | C2 1000 m        |
| 1992               | Barcelona (España)           | Medalla de bronce | C2 1000 m        |
| Campeonato Mundial |                              |                   |                  |
| Año                | Lugar                        | Medalla           | Evento           |
| 1986               | Montreal (Canadá)            | Medalla de bronce | C1 10 000 m      |
| 1989               | Plovdiv (Bulgaria)           | Medalla de plata  | C2 1000 m        |
| 1989               | Plovdiv (Bulgaria)           | Medalla de plata  | C2 10 000 m      |
| 1991               | París (Francia)              | Medalla de bronce | C2 500 m         |
| 1991               | París (Francia)              | Medalla de plata  | C2 1000 m        |